# Grohot (okręg Hunedoara)
Grohot – wieś w Rumunii, w okręgu Hunedoara, w gminie Bulzeștii de Sus. W 2011 roku liczyła 25 mieszkańców.